# Mola de Catí
La Mola de Catí és una serra situada entre els municipis de Roquetes i de Tortosa a la comarca del Baix Ebre, amb una elevació màxima de 1.328 metres.